# Erik Holt
Erik Holt (San Diego, 6 settembre 1996) è un calciatore statunitense, difensore svincolato.

## Carriera
Cresciuto nel settore giovanile del Real Salt Lake, il 3 gennaio 2019 viene promosso in prima squadra ed il 24 marzo seguente debutta in MLS nel match perso 2-1 contro il Los Angeles FC.

## Statistiche

### Presenze e reti nei club
Statistiche aggiornate al 2 ottobre 2021.
| Stagione        | Squadra         | Campionato      | Campionato | Campionato | Coppe nazionali | Coppe nazionali | Coppe nazionali | Coppe continentali | Coppe continentali | Coppe continentali | Altre coppe | Altre coppe | Altre coppe | Totale | Totale |
| Stagione        | Squadra         | Comp            | Pres       | Reti       | Comp            | Pres            | Reti            | Comp               | Pres               | Reti               | Comp        | Pres        | Reti        | Pres   | Reti   |
| --------------- | --------------- | --------------- | ---------- | ---------- | --------------- | --------------- | --------------- | ------------------ | ------------------ | ------------------ | ----------- | ----------- | ----------- | ------ | ------ |
| 2019            | Real Monarchs   | USL             | 21         | 4          |                 | -               | -               |                    | -                  | -                  |             | -           | -           | 21     | 4      |
| 2020            | Real Monarchs   | USL             | 1          | 0          |                 | -               | -               |                    | -                  | -                  |             | -           | -           | 1      | 0      |
| 2021            | Real Monarchs   | USL             | 2          | 0          |                 | -               | -               |                    | -                  | -                  |             | -           | -           | 2      | 0      |
| 2019            | Real Salt Lake  | MLS             | 5          | 0          | USCup           | 1               | 0               | LC                 | 1                  | 0                  |             | -           | -           | 7      | 0      |
| 2020            | Real Salt Lake  | MLS             | 7          | 0          |                 | -               | -               |                    | -                  | -                  |             | -           | -           | 7      | 0      |
| 2021            | Real Salt Lake  | MLS             | 13         | 1          |                 | -               | -               |                    | -                  | -                  |             | -           | -           | 13     | 1      |
| Totale carriera | Totale carriera | Totale carriera | 49         | 5          |                 | 1               | 0               |                    | 1                  | 0                  |             | -           | -           | 51     | 5      |